# Metazygia rothi
Metazygia rothi là một loài nhện trong họ Araneidae.
Loài này thuộc chi Metazygia. Metazygia rothi được Herbert Walter Levi miêu tả năm 1995.